# 通約性
假若，兩個不等於零的实数 {\displaystyle a\,\!} 與 {\displaystyle b\,\!} 的除商 {\displaystyle {\frac {a}{b}}\,\!} 是一個有理數，或者說，{\displaystyle a} 與 {\displaystyle b} 的比例相等於兩個非零整數 {\displaystyle p} 與 {\displaystyle q} 的比例：
{\displaystyle a:b=p:q\ (a,b\in R,p,q\in Z\land p,q\neq 0)}，
則稱它們是互相可通約的（commensurable），而這特性則稱為通約性。這意味著，存在一個非零的實數公約數（common measure）{\displaystyle m\ (m\in R,m\neq 0)}，使得
{\displaystyle a=mp,b=mq}，
所以 
{\displaystyle a:b=mp:mq=p:q}
或是 
{\displaystyle {\frac {a}{b}}={\frac {mp}{mq}}={\frac {p}{q}}}，
其中 {\displaystyle {\frac {p}{q}}\in Q}，所以 {\displaystyle {\frac {a}{b}}\in Q}。
反之，如果該二數的除商是一個無理數，則稱它們是不可通約的（incommensurable），亦即，{\displaystyle a} 與 {\displaystyle b} 之間不存在一個公約數 {\displaystyle m\ (m\in R,m\neq 0)} 使得
{\displaystyle a=mp,b=mq\ (p,q\in Z)}。

## 歷史
畢達哥拉斯學派發現了不可通約數（無理數）{\displaystyle {\sqrt[{}]{2}}}，這破壞了他們的比例論。
為了挽救比例論，尤得塞斯提出了以幾何量為基礎的比例論，被歐幾里得收錄在《幾何原本》的第五冊中。
這本書裡面記載著，假若，{\displaystyle n_{a}\,\!} 個線段 {\displaystyle c\,\!} 連接起來，成為一個線段，全等於線段 {\displaystyle a\,\!} ；{\displaystyle n_{b}\,\!} 個線段 {\displaystyle c\,\!} 連接起來，成為一個線段，全等於線段 {\displaystyle b\,\!} ；這裏，{\displaystyle n_{a}\,\!} 與 {\displaystyle n_{b}\,\!} 是整數。那麼，兩個線段 {\displaystyle a\,\!} 與 {\displaystyle b\,\!} 是互相可通約的。歐幾里得並沒有用到實數的概念。他用到了線段與線段之間，全等，比較長，或比較短，這些概念。

## 數學
設定實數 {\displaystyle a\,\!} 與 {\displaystyle b\,\!} 。那麼，實數 {\displaystyle c\,\!} ，整數 {\displaystyle n_{a}\,\!} 與 {\displaystyle n_{b}\,\!} 的存在，促使
{\displaystyle a=n_{a}c\,\!} ，
{\displaystyle b=n_{b}c\,\!} ，
的充分必要條件是除商 {\displaystyle {\frac {a}{b}}\,\!} 為有理數。
假設 {\displaystyle a\,\!} 與 {\displaystyle b\,\!} 是正值的實數。又假設我們有一支尺，長度單位為實數 {\displaystyle c\,\!} 。我們用這尺來測量兩個長度為 {\displaystyle a\,\!} 與 {\displaystyle b\,\!} 的線段。假若，所得到的答案都是整數，則稱 {\displaystyle a\,\!} 與 {\displaystyle b\,\!} 互相可通約的；否則，互相不可通約的。

## 天文學
在天文學裏，兩個公轉於運行軌道的天體，像行星、衛星、或小行星，若它們的公轉週期的比例是有理數，則稱它們相互呈現通約性。

## 物理學
在一個週期性物理系統裏，每一個廣義坐標都有它運動的週期。假若，其中有任何廣義坐標的週期與別的廣義坐標的週期不相同，則稱此物理系統為多重週期性物理系統。假若，兩個廣義坐標的週期的比例是個有理數，則稱這兩個週期是互相可通約的。假若，每一個廣義坐標的週期與其它的廣義坐標的週期都是互相可通約的，則此系統是完全可通約的，稱此系統為完全可通約系統。

## 參閱
- 公因數
- 公倍数
- 軌道共振
- 作用量-角度坐標